# Віттмунд (район)
Віттмунд (нім. Wittmund) — район у Німеччині, у складі федеральної землі Нижня Саксонія. Адміністративний центр — місто Віттмунд.

## Населення
Населення району становить 57 455 осіб (станом на 31 грудня 2021).

## Адміністративний поділ
Район складається з 15 міст і громад (нім. Einheitsgemeinden), об'єднаних у 2 об'єднання громад (нім. Samtgemeinden), а також одного самостійного міста і трьох самостійних громад.
Дані про населення наведені станом на 31 грудня 2021. Зірочками (*) позначені центри об'єднань громад.
Самостійні громади:
1. Віттмунд (місто) (20433)
2. Лангеог (1792)
3. Фрідебург (10269)
4. Шпікерог (794)

| Об'єднання громад: - 1. Езенс (14468) 1. Вердум (738) 2. Гольтгаст (1801) 3. Дунум (1077) 4. Езенс (місто) * (7288) 5. Морвег (869) 6. Нойгарлінгерзіль (1025) 7. Штедесдорф (1670) | - 2. Гольтрім (9699) 1. Вестергольт * (2651) 2. Бломберг (1904) 3. Еферсмер (841) 4. Ненндорф (784) 5. Нойшо (1191) 6. Охтерзум (931) 7. Утарп (662) 8. Швайндорф (735) |